# Thamnophis sumichrasti
Espèce
Synonymes
- Eutaenia sumichrasti Cope, 1866
- Eutaenia phenax Cope, 1868
- Thamnophis haliophis Taylor, 1940

Statut de conservation UICN

 LC  : Préoccupation mineure
Thamnophis sumichrasti est une espèce de serpents de la famille des Natricidae. 

## Répartition
Cette espèce est endémique du Mexique. Elle se rencontre dans les États du Chiapas, du Querétaro, du Tabasco, du Puebla et du Veracruz.

## Étymologie
Cette espèce est nommée en l'honneur d'Adrien Jean Louis François Sumichrast (1828-1882).

## Publication originale
- Cope, 1867 "1866" : On the Reptilia and Batrachia of the Sonoran Province of the Nearctic region. Proceedings of the Academy of Natural Sciences of Philadelphia, vol. 18, p. 300-314 (texte intégral).